# La separación
La separación (del francés: La séparation) es una película dramática francesa de 1994 dirigida por Christian Vincent y basada en la novela homónima de Dan Franck.

## Trama
Pierre y Anne son una pareja de parisinos con hijos. Tras una película que van a ver, a Pierre le molesta que Anne rechace sus avances durante la proyección. Poco después ella le dice que 'cree estar enamorada de otra persona'. Pierre registra las noticias sin reaccionar. De hecho, ambos parecen decididos a conservar la calma y a abordar el asunto razonablemente.
Pierre discute la situación con sus amigos comunes Victor y Claire. Sus palabras no lo tranquilizan, y la nueva relación de Anne comienza a pesarle. A lo anterior se agregan las dificultades de su hijo de un año y medio. Pese a la presencia regular de Laurence, su nanny, ambos se reprochan mutuamente estar abandonándolo, y la paranoia y las recriminaciones comienzan a aumentar. Pelean con particular intensidad cuando él descubre que ella se ha llevado al bebé a donde su madre.
Pierre sorprende a Anne en el trabajo y le pide que hablen, diciéndole que lo mejor es que él se vaya. Ella le contesta que de cualquier modo su affaire ha terminado. La noticia se encaja con la misma calma externa que la del principio de la cinta, y Pierre la acompaña a su apartamento. Él no se siente capaz de entrar. Por el contrario, erra por las calles, perdido e incapaz de encontrar un taxi libre.

## Premios y nominaciones
En 1995 la cinta recibió dos nominaciones al Premios César, una a la mejora actriz para Isabelle Huppert y otra al mejor actor para Daniel Auteuil. En Estados Unidos solo se estrenó en 1998 y en 1999 fue nominada a un premio Satellite a la mejor película en lengua extranjera.

## Reparto
- Isabelle Huppert - Ann
- Daniel Auteuil - Pierre
- Jérôme Deschamps - Victor
- Karin Viard - Claire
- Laurence Lerel - Laurence
- Louis Vincent - Loulou
- Nina Morato - Marie